# ماجديلينا سيليكا
ماجديلينا سيليكا (بالبولندية: Magdalena Cielecka)‏ هي مؤدية وممثلة بولندية، ولدت في 20 فبراير 1972 في بولندا.

## وصلات خارجية
- ماجديلينا سيليكا على موقع IMDb (الإنجليزية)
- ماجديلينا سيليكا على موقع قاعدة بيانات الأفلام العربية
- ماجديلينا سيليكا على موقع ألو سيني (الفرنسية)
- ماجديلينا سيليكا على موقع أول موفي (الإنجليزية)
- ماجديلينا سيليكا على موقع قاعدة بيانات الأفلام السويدية (السويدية)
- ماجديلينا سيليكا على موقع ديسكوغز (الإنجليزية)
- ماجديلينا سيليكا على موقع قاعدة بيانات الفيلم (الإنجليزية)
- ماجديلينا سيليكا على موقع كينوبويسك (الروسية)